# Пятихатка (Челябинская область)
Пятихатка — упразднённый в 1962 году посёлок, вошедший в состав города Чебаркуль в Челябинской области России. Современный посёлок (микрорайон) Новая Деревня города Чебаркуля.

## География
Расположен на Южном Урале, на восточном склоне Ильменского хребта, у восточного берега озера Большой Боляш.

## История
Трихатки, пятихатки — так назывались дома, построенные после 1935-года, севернее Чебаркуля, у восточного берега озера Большой Боляш.
В них жили сотрудники вновь созданного 17 мая 1935 года УрВО. В Трихатке (три дома) жили офицеры, а в Пятихатке (пять домов) — гражданские лица, в основном руководители подсобного хозяйства.
Включён в городскую черту Решением облисполкома от 14 августа
1962 г. № 443.